# إدن روبيرتو كونا
إدن روبيرتو كونا (بالبرتغالية: Edno) (31 مايو 1983 في لاخيس في البرازيل – )؛ هو لاعب كرة قدم كان يلعب كمهاجم.

## وصلات خارجية
- إدن روبيرتو كونا على موقع رابطة كرة القدم اليابانية للمحترفين (اليابانية)
- إدن روبيرتو كونا على موقع قاعدة بيانات كرة القدم.إي يو (الإنجليزية)
- إدن روبيرتو كونا على موقع Soccerway.com (الإنجليزية)
- إدن روبيرتو كونا على موقع عالم كرة القدم.نت (الإنجليزية)